# Свободная Дубрава
Свободная Дубрава — село в Ливенском районе Орловской области России. 
Входит в Казанское сельское поселение в рамках организации местного самоуправления и в Казанский сельсовет в рамках административно-территориального устройства.

## География
Расположено в 25 км к юго-востоку от райцентра, города Ливны, и в 140 км к юго-востоку от центра города Орёл.
В 3 км к западу находится центр сельского поселения (сельсовета) — село Казанское.

## Население
| 2002 | 2010 |
| ---- | ---- |
| 535  | ↗548 |

Согласно результатам переписи 2002 года, в национальной структуре населения русские составляли 95 % от жителей.

## Достопримечательности
В селе находится руинированное здание церкви Михаила Архангела, возведённой в 1790-1807 годах. В июне 2022 года началась реконструкция храма.  Настоятелем назначен иерей Арсений Дорогавцев.
1 сентября 2022 года  состоялось долгожданное открытие обновленной школы.